# مطالعات ژنتیک روی مردم ترک
مطالعات ژنتیک جمعیت، برای تعیین منشأ ژنتیکی ترک‌های آناتولی امروزی در ترکیه انجام شده‌است. هدف از این مطالعات این بوده که تعیین شود آیا ترک‌ها با مردمان ترک آسیای مرکزی که سلجوقیان پس از نبرد ملازگرد در سال ۱۰۷۱ از آنجا به آناتولی مهاجرت کردند و سلجوقیان روم را در اواخر قرن یازدهم بنیان گذاشتند پیوند ژنتیکی دارند، یا این که بیشتر نشات گرفته از بومیان آناتولی هستند که در دوره سلجوقی و عثمانی با سیاست‌هایی چون نظام دوشیرمه و مالیات جزیه یکسان‌سازی فرهنگی شدند.
مطالعات اتوزوم با متدولوژی جدید تخمین می‌زند که سهم آسیای مرکزی در مردم ترکیه در حد ۱۳–۱۵% است و ذکر می‌کند که با توجه به برخی ارتباطات ژنتیکی اروپا و جنوب آسیا نتایج ممکن است نشان دهندهٔ حرکت‌های جمعیتی قبلی (مثل مهاجرت یا اختلاط) یا رانش ژنتیکی باشد.

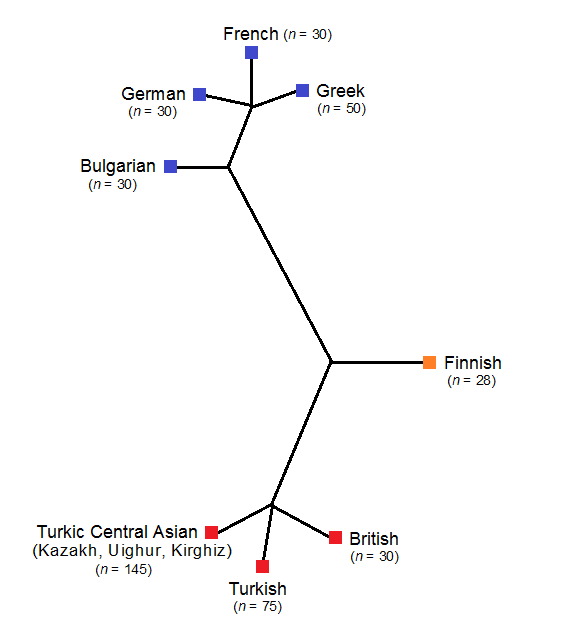
درخت همسایگی جمعیت‌های اروپایی ترک آناتولی و ترکی آسیای مرکزی.